# Capella Oratori de la Boreal Mèdica
La Capella Oratori de la Boreal Mèdica és una obra de Cervera (Segarra) protegida com a Bé Cultural d'Interès Local.

## Descripció
Es tracta de la capella o oratori particular més destacable a Cervera, i que encara conserva la seva estructura, si bé en un estat d'abandonament. És un espai quadrangular, cobert per una falsa cúpula feta amb encamonat de guix i encanyissat, amb una interessant decoració pictòrica que cobreix tota la cúpula i els evangelistes pintats a les petxines. L'altar és de guix i esta compost d'una estructura de tres cossos verticals separats per pilastres corínties, amb un entaulament rematat per un frontó triangular. A la part central de la composició hi manca el que devia se una pintura sobre tela de l'advocació titular, flanquejada per dues fornícules que devien albergar sengles imatges. Els murs laterals estan coberts d'estucs que imiten platons de marbre. Dedicada a la Mare de Déu del Pilar